# (37) Fides
(37) Fides – planetoida z pasa głównego planetoid okrążająca Słońce w ciągu 4 lat i 109 dni w średniej odległości 2,64 au Została odkryta 5 października 1855 roku w obserwatorium w Düsseldorfie przez Roberta Luthra. Nazwa planetoidy pochodzi od Fides, rzymskiej personifikacji zaufania i wierności.